# 紀宝警察署
紀宝警察署（きほうけいさつしょ）は、三重県警察が管轄する警察署の一つである。
和歌山県との県境付近にあり、管内の紀宝町から和歌山県新宮市へ買い物へ行く人が多いことから、2014年（平成26年）より和歌山県新宮警察署と合同で秋の全国交通安全運動に交通事故防止を訴える活動や飲酒検問を実施している。

## 所在地
- 三重県南牟婁郡紀宝町鵜殿1709-2

## 管轄区域
- 熊野市の一部区域（旧・紀和町の区域）
- 南牟婁郡
  - 御浜町
  - 紀宝町

## 沿革
- 1948年（昭和23年）3月7日 - 旧警察法施行により国家地方警察紀南第二地区警察署となる。
- 1953年（昭和28年）1月1日 - 鵜殿地区警察署に改称。
- 1954年（昭和29年）7月1日 - 新警察法施行により三重県警察発足。三重県鵜殿警察署となる。
- 2005年（平成17年）11月1日：管内の旧南牟婁郡紀和町は、熊野警察署が管轄の熊野市と新設合併したが、管轄区域は合併前のままの状態に据え置かれている。
- 2006年（平成18年）1月10日：管内の南牟婁郡の1町1村（旧紀宝町、鵜殿村）が新設合併し、新・紀宝町となったことに併せ、名称を三重県紀宝警察署に改称した。

## 組織
- 会計課
  - 会計係
- 警務課
  - 警務係
  - 安全相談・被害者支援係
  - 留置管理係
- 生活安全刑事課
  - 生活安全係
  - 捜査庶務係
  - 捜査係
  - 鑑識係
- 地域交通課
  - 企画指導係
  - 地域係
  - 交通係
- 警備課
  - 警備係

## 交番
| 交番 | 自治体 | 所在地 |
| ---- | ------ | ------ |
| 成川 | 紀宝町 | 成川   |

## 警察官駐在所
| 警察官駐在所 | 自治体 | 所在地     |
| ------------ | ------ | ---------- |
| 阿田和       | 御浜町 | 阿田和     |
| 市木         | 御浜町 | 下市木     |
| 尾呂志       | 御浜町 | 上野       |
| 神志山       | 御浜町 | 志原       |
| 相野谷       | 紀宝町 | 井内       |
| 紀和         | 熊野市 | 紀和町板屋 |

### 廃止された警察官駐在所
- 熊野市 - 紀和第一（紀和町小栗須）、紀和第二（紀和町板屋）